# Vladimir Esjinov
Vladimir Esjinov, född 18 februari 1949 i Kirisji i Leningrad oblast, död 30 juli 2024, var en rysk roddare som tävlade för Sovjetunionen under sin aktiva karriär.
Han tog OS-guld i fyra utan styrman i samband med de olympiska roddtävlingarna 1976 i Montréal.